# Cap de l'oposició (Espanya)
El cap de l'oposició d'Espanya, és un títol honorari, convencional i no oficial exercit tradicionalment pel líder del partit de l'oposició amb major representació parlamentària al Congrés dels Diputats. El seu tractament oficial és l'Excel·lentíssim senyor o Excel·lentíssima senyora (excelentísimo señor o excelentísima señora, en castellà) que correspon a cadascun dels membres del Congrés, i la seu tradicional es troba al Palau de les Corts.
Entre el 31 d'octubre de 2016 i el 18 de juny de 2017, a causa de la crisi interna del PSOE, el partit es va quedar sense lider mentre era dirigit per una comissió gestora, per la qual cosa la figura de líder de l'oposició es va quedar vacant, tot i que va ser reclamada pel líder de Podem, Pablo Iglesias. Finalment, el 18 de juny de 2017, després de guanyar les primàries, Pedro Sanchez va tornar a rebre aquest tractament tot i que no tenia escó al Congrés, doncs havia renunciat a ell com a protesta per l'abstenció del seu partit davant la investidura de Mariano Rajoy.
L'1 de juny de 2018, després de prosperar la moció de censura contra el president Rajoy, Pedro Sánchez es va convertir en president del Govern i, en conseqüència, va passar a ser considerat cap de l'oposició Mariano Rajoy. El 21 de juliol d'aquell mateix any, el XIX Congrés del Partit Popular va triar com a president del partit a Pablo Casado, qui és actualment el cap de l'oposició al Congrés dels Diputats.

## Funció institucional
El paper del líder de l'oposició és ambigu, doncs és un càrrec honorífic que ha passat de líder a líder de forma consuetudinària. Això és així perquè cap norma legal regula aquesta figura, doncs va ser creada oficialment el 1982 per mitjà d'una resolució de la Mesa del Congrés dels Diputats. Bé és cert, que aquest càrrec s'esmenta en el Reial decret 2099/1983, que regula l'ordre de precedència de les diferents autoritats de l'Estat, com a Cap de l'oposició, just per davant de l'Alcalde de Madrid.
Amb l'acord de la Mesa del Congrés del 28 de desembre de 1982, Manuel Fraga va ser oficialment reconegut com a Cap de l'oposició, durant el Govern de Felipe González (el primer a portar el títol de manera no oficial). Tal acord va establir una sèrie de condicions per la seva funció i va atorgar algunes prerrogatives per al titular del càrrec:
- La persona que ha de complir la funció de cap de l'oposició ha d'atendre a criteris de preeminència numèrica d'efectius parlamentaris.
- No ha d'existir un nomenament de caràcter formal.
- No és necessari plantejar problemes de compatibilitat.
- No ha de tenir una retribució econòmica pròpiament dita, sino aquelles relacionades amb despeses de representació, disponibilitat d'un vehicle, així com les atencions que té cada membre de la Mesa, fins i tot pel que es refereix a l'escorta.

No obstant això, malgrat la possibilitat de posseir alguns privilegis en consideració de la seva posició, el Cap de l'oposició no té dret a un salari específic a part del que pugui tenir pel fet d'ocupar un càrrec públic per si mateix -com el de ser de diputat o senador. A més, el titular del càrrec generalment rep molta més atenció per part dels mitjans en les sessions i activitats parlamentàries, com al Debat sobre l'Estat de la Nació que es duu a terme anualment.
Fins i tot amb l'absència d'una llei que defineixi el paper del Líder de l'oposició, és costum realitzar reunions informatives entre el President del Govern d'Espanya i el líder del partit més gran que no estigui al govern. No obstant això, tals reunions es duen a terme principalment a voluntat del President. Així mateix, la tradició també ha establert que el cap de l'oposició tingui el seu escó al Congrés just davant del del President del Govern. A més, posseeix un despatx situat a la primera planta del Congrés.
No és necessari que el líder de l'oposició tingui escó al Congrés, com va ocórrer amb Antonio Hernández Mancha entre 1987 i 1989 (tot i que era senador) o posteriorment amb Pedro Sánchez, qui no posseïa escó després de renunciar a ell.

## Història
El primer líder reconegut de l'oposició va ser Felipe González, qui va dirigir el Partit Socialista Obrer Español entre 1974 i 1997 (el principal partit de l'oposició a Espanya durant la Transició espanyola), càrrec que va ocupar fins a 1982. Abans de 1983, el título era només un papel informal no esmentat a la legislació i sense cap tipus de conseqüència pràctica.
El 1986, Manuel Fraga va renunciar com a president d'Alianza Popular (AP) i va ser substituït per Miguel Herrero de Miñón. Mentre Herrero de Miñón va servir com a líder interí d'AP fins que es va celebrar un congrés del partit al febrer de 1987, va ser reconegut com a Líder de l'oposició per dret propi, l'únic cas d'aquest tipus per a un líder interí del partit des de llavors.
El 1998, amb el Partit Popular al govern, Josep Borrell va derrotar el secretari general del PSOE, Joaquín Almunia, en unes eleccions primàries per triar al candidat del partit a President del Govern per les següents eleccions generals. Almunia va mantenir el seu lloc com a líder del partit, mentre que Borrell va ser nomenat portaveu del partit al Congrés i se li va atorgar el lideratge sobre el grup parlamentari, sent l'últim reconegut oficialment com a líder de l'oposició. No obstant això, Almunia i Borrell van tenir continus enfrontaments pel lideratge durant mesos -en una situació coneguda com "la bicefalia" - fins que un acord entre les dues parts va reconèixer definitivament a Borrell com el líder de l'oposició al novembre de 1998. Eventualment, Borrell dimitiria com a candidat en el càrrec al maig de 1999, atorgant a Almunia el lideratge únic i indiscutit sobre el partit i l'oposició.
El càrrec va tornar a entrar en disputa el 2016, dies després que la comissió gestora es fes càrrec del PSOE després de la crisi interna d'octubre. Davant això, Pablo Iglesias es va autoproclamar com a nou cap de l'oposició gràcies a la força del seu partit en el Congrés, Podemos, posseint 67 escons enfront dels 84 del PSOE. Durant el segon debat d'investidura de Mariano Rajoy el 27 d'octubre de 2016, els mitjans i parlamentaris espanyols van reconèixer a Iglesias el paper de Cap de l'oposició en virtut que Rajoy es va dirigir a ell com el seu principal rival durant un acalorat intercanvi dialèctic, juntament amb el fet que el PSOE es va abstenir per permetre la investidura d'aquest. No obstant això, el títol va romandre en disputa des de la renúncia de Pedro Sánchez i no es va reconèixer cap líder oficial, ja que el PSOE no tenia un líder de partit fins a les primàries de juny de 2017, en les quals Sánchez va recuperar la seva posició com a secretari general del partit.

## Llista de líders de l'oposició
La llista dels caps o líders de l'oposició a Espanya comença després de les primeres eleccions generals després de la restauració de la democràcia fins a l'any 2020. L'actual cap de l'oposició d'Espanya és Alberto Núñez Feijóo (PP).